# Armorhydra janowiczi
Armorhydra janowiczi är en nässeldjursart som beskrevs av Bertil Swedmark och Teissier 1958. Armorhydra janowiczi ingår i släktet Armorhydra och familjen Armorhydridae. Inga underarter finns listade i Catalogue of Life.